# ケラニヤ大学
ケラニヤ大学（ケラニア大学、英語: University of Kelaniya, シンハラ語: කැළණිය විශ්වවිද්‍යාලය, タミル語: களனி பல்கலைக்கழகம்、略称：UOK）はスリランカの公立大学。コロンボ郊外のケラニヤに所在し、2つのメインキャンパス、6学部4研究科を持つ。 

## 歴史
ケラニヤ大学は1875年、仏僧教育機関として創設された。
1940年代から50年代にかけて近代化が行われ、1959年にヴィディヤランカラ大学、1972年にセイロン大学ヴィディヤランカラ校、1978年にケラニヤ大学（ケラニア大学）と改称した。
ケラニヤ大学はスリランカの高等教育において主導的な役割を果たしており、シンハラ語で科学を教えた最初の大学、教養科目を文学部、社会科学部、商学・経営学部の3学部に改組した最初の大学として知られている。
また、ケラニヤ大学発でスリランカの高等教育に採用された制度が複数存在する。具体的には、理学部への産業経営学科、細菌学科の設置、文学部への美術学科、現代言語学科、ヒンディー語学科の設置、マスコミ学科、図書館学科、情報科学科の社会科学部への設置などである。

## 象徴

### 紋章
ケラニヤ大学の紋章は円形であり、3つの同心円状の帯で構成されている。最も外側の帯には、シンハラ語と英語の大学名と、モットーである「パンナヤ・パリスチャティ」（「自己浄化は洞察力による」）が記載されている。つる状の模様で構成される真ん中の帯は中心を囲んでおり、中心には純粋さの象徴である蓮があしらわれている。これらのデザインは古都アヌラーダプラのムーンストーンによく見られるものである。 

## 学部
ケラニヤ大学には理学部、医学部、社会科学部、文学部、商学経営学部、コンピューティング・テクノロジー学部の6学部が存在する。

### 理学部
理学部は1967年、学部長チャールズ・ダハナヤケ教授の任命とともに創設された。1期生は57名、翌年1968年に教育大臣の認可を受けた。
当初は「サイエンス・ブロック」に学部が入居していたが、学生数の増加に伴い1992年に新講義棟と講堂が完成、2003年には450名の学生を受け入れた。現在では化学科研究棟、産業経営学科棟、細菌学科棟、動物学科棟も完成している。

理学部は8学科で構成されている。 
- 化学科
- 産業管理学科
- 数学科
- 微生物学科
- 物理・電子工学科
- 植物・分子生物学科
- 統計・計算機科学科
- 動物・環境管理学科

センター機能
- 中央研究室
- 園芸研究センター
- 吹きガラスセンター
- ココナッツオイルセンター

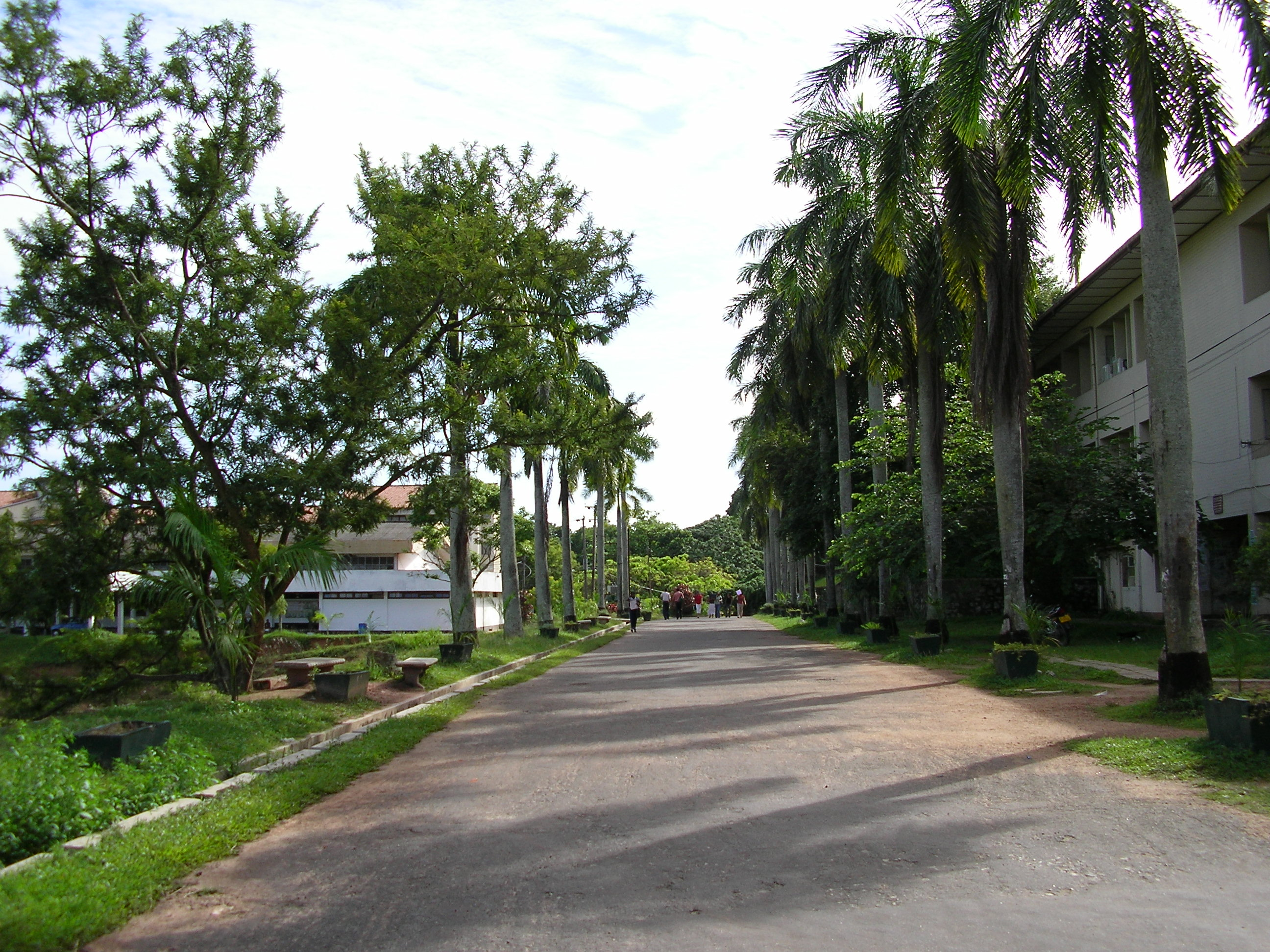
理学部

ソフトウェア工学教育機構
ソフトウェア工学教育機構（The Software Engineering Teaching Unit）は2017年9月に将来ソフトウェア工学分野で活躍する学生の育成を目的として設立された。学生はインターネット、モバイルコンピューティング、データサイエンス、ヘルスインフォマティクス、ゲーム・アニメーションのいずれかのコースが選択でき、卒業生には理学士の優等学位（Bachelor of Science Honours）が授与される。

### 医学部
ケラニヤ大学はスリランカ国内で医学部を設置する8大学の一つであり、ラーガマキャンパスに位置する。1980年に創設された国内最初の私立医科大学である北コロンボ医科大学が1989年に国立化され、1991年に医学部として統合された。1期生として120名が入学し、5年の教育課程ののち1996年に卒業生を送り出した。カルロ・フォンセカ教授が初代学部長を務め、その後ジャナカ・デ・シルバ教授、ラジタ・ウィクレマシンヘ教授、ニランティ・デ・シルバ教授が引継ぎ、現在はプラサンサ・S・ウィジェシンヘ教授が務めている。
現在では南アジア諸国からの留学生を含む千人以上の学生が学んでいる。その他、ヨーロッパ、アメリカ、オーストラリアからの留学生も受け入れている。
現在では120名以上の常勤講師、約40名の非常勤講師、60名以上の出張講師が医学部で教鞭をとっている。

### 社会科学部
社会科学部は学内最大の学部であり、12学科で2215人の学部生と650人の大学院生が学んでいる。 

#### 学科
- 考古学科
- 経済学科
- 地理学科
- 歴史学科
- 国際研究学科
- マスコミュニケーション学科
- 図書館学・情報科学科
- 哲学科
- 政治学科
- 社会学科
- 社会統計学科
- スポーツ科学・体育学科

### 文学部
学科
- 英語学科
- 英語教育学科
- 芸術学科
  - 映像・演劇コース
  - 絵画・デザインコース
- ヒンドゥー学科
- 言語学科
- 現代言語学科
- パーリ語・仏教学科
- サンスクリット語・東洋研究学科
- シンハラ語学科
- 西洋古典文化・キリスト教文化学科

センター機能
- コンピューター援用学習センター
- 文化センター
- 孔子学院
- ハングル学習センター
- 中国語学習センター

### 商学経営学部
商学経営学部には4つの学科が存在する。 
- 商学科
- 会計学科
- マーケティング学科
- 人事管理学科
- ファイナンス学科

商学経営学部はスリランカの産業界に数多くの人材を輩出している。

### コンピューティング・テクノロジー学部
ケラニヤ大学7番目の学部として2015年12月30日に創設された。この学部は学内他学部と協力して学内の情報通信機能の向上を行い、同大学が国内における計算機工学部門の中心的な地位を占めるようになることを目標としている。そのため、同学部では学内全体のコンピューター・リテラシーの向上に取り組んでいる。
この学部では計算機工学、ソフトウェア工学、情報技術、工学技術における修士課程を提供しており、情報工学教育課程は教育省による支援を受けて国内にICT教師を多く輩出している。
また、今後以下のようなセンター機能を設置することを目標にしている。
- ナノテクノロジーセンター
- Eラーニングセンター
- 言語工学研究センター
- 地理情報学センター
- 計算数学センター
- データサイエンスセンター
- サイバーセキュリティ・デジタル犯罪センター

### 大学院
大学院では6つのプログラムを通じ23の学位が提供されている。

#### 修士課程
- 地域計画専攻
- 情報技術専攻
- 産業経営管理専攻
- 環境管理専攻
- 数学専攻
- 人事管理専攻

#### 取得可能な学位
- 教養修士
  - シンハラ語
  - 言語学
  - 演劇・映像学
- 社会学修士
  - マスコミュニケーション
  - 社会学
  - 地理学
  - 図書館学
  - 経済学
  - 政治学
  - 歴史学
  - 哲学
- 理学修士
  - 応用微生物学
  - 食品栄養学
  - 農学
  - 生物多様性・環境管理
  - 産業学・環境化学
  - 経営学・情報技術
  - コンピュータサイエンス
- 商学修士
- 経営管理修士
- 哲学修士
- 哲学博士
- 医学博士

## 大学図書館
ケラニヤ大学図書館は同大学が大学としての地位を得た1959年に設置され、数回の移転を経て1977年に現在の建物が完成した。現在では23万冊の蔵書、150種の学術雑誌を所蔵している。

## 対外関係
信州大学と2018年4月19日に大学間学術交流協定を結んでいる。